# US Open 2017
Lo US Open 2017 è stato un torneo di tennis che si giocava all'USTA Billie Jean King National Tennis Center di Flushing Meadows a New York su campi di cemento DecoTurf all'aperto. Si trattava della 137ª edizione dello US Open, quarta e ultima prova del Grande Slam nell'ambito dell'ATP World Tour 2017 e del WTA Tour 2017.
I campioni uscenti dei singolari maschile e femminile erano Stan Wawrinka e Angelique Kerber, ma lo svizzero non poté difendere il titolo a causa di un infortunio.

## Torneo

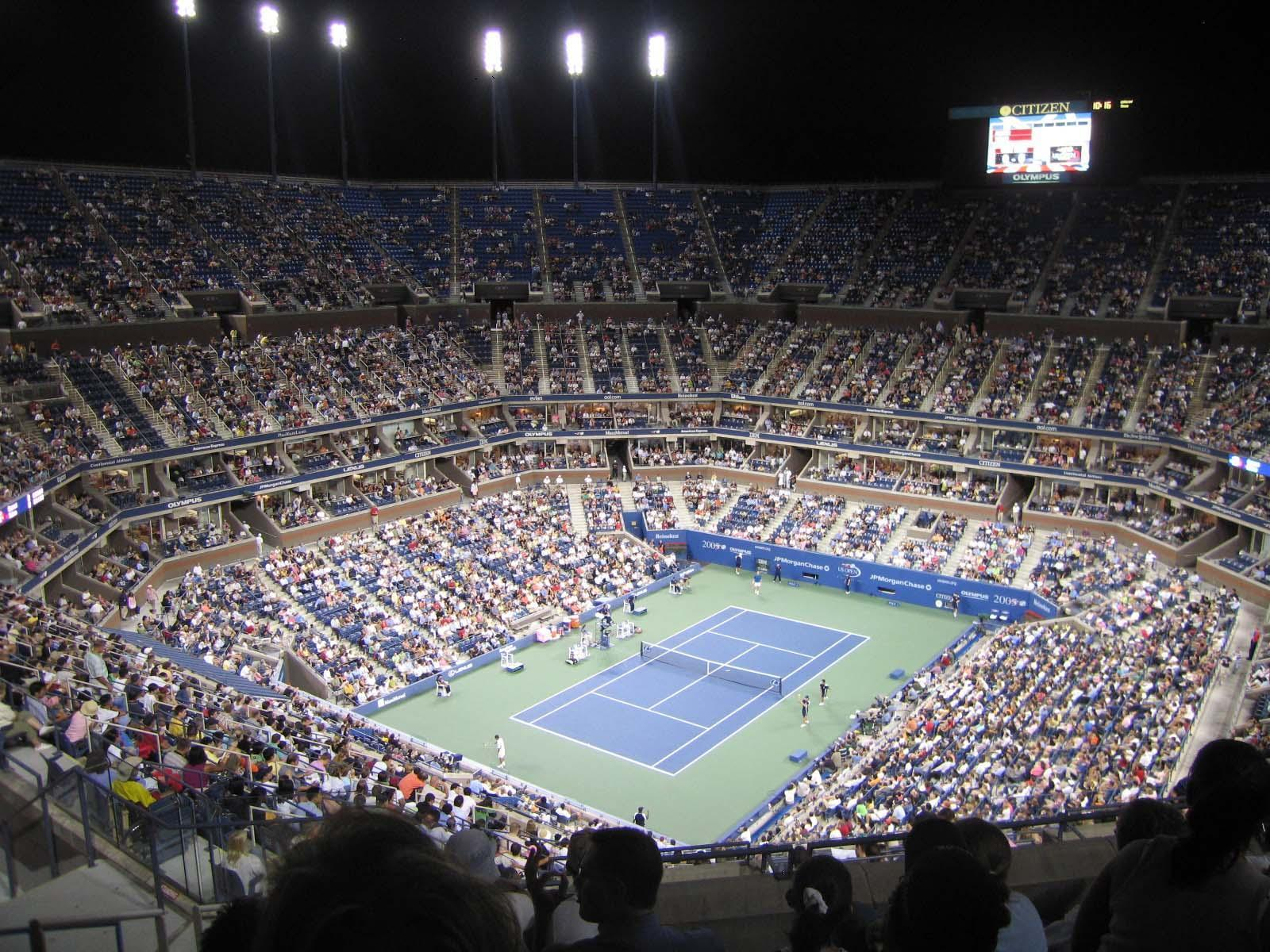
L'Arthur Ashe Stadium dove si sono giocate le finali degli US Open

L'evento è stato organizzato dalla International Tennis Federation (ITF), e faceva parte dell'ATP World Tour 2017 e del WTA Tour 2017 sotto la categoria Grande Slam. Il torneo comprende il singolare (maschile, femminile), il doppio (maschile, femminile) e il doppio misto. Si sono disputati anche i tornei di singolare e doppio per ragazze e ragazzi (giocatori under 18), e i tornei di singolare e doppio in carrozzina.
Il torneo si è giocato su quindici campi in cemento DecoTurf, inclusi i tre campi principali: Arthur Ashe Stadium, Louis Armstrong Stadium e Grandstand.

## Teste di serie nel singolare
| Legenda colori              |
| Vincitore                   |
| Finalista                   |
| Semifinalista               |
| Quarti di finale            |
| Eliminati al 1T, 2T, 3T, 4T |

### Singolare maschile
Le teste di serie maschili sono state assegnate seguendo la classifica ATP al 21 agosto 2017.
Nella tabella sottostante ranking e punteggio precedente al 28 agosto 2017.
| Testa di serie | Rank | Giocatore             | Punteggio precedente | Punti da difendere | Punti conquistati | Nuovo punteggio | Situazione                                    |
| -------------- | ---- | --------------------- | -------------------- | ------------------ | ----------------- | --------------- | --------------------------------------------- |
| 1              | 1    | Rafael Nadal          | 7.645                | 180                | 2.000             | 9.465           | Vittoria in finale contro Kevin Anderson [28] |
| 2              | 2    | Andy Murray           | 7.150                | 360                | 0                 | 6.790           | Ritirato prima del 1T                         |
| 3              | 3    | Roger Federer         | 7.145                | 0                  | 360               | 7.505           | Eliminato ai QF da Juan Martín del Potro [24] |
| 4              | 6    | Alexander Zverev      | 4.470                | 45                 | 45                | 4.470           | Eliminato al 2T da Borna Ćorić                |
| 5              | 7    | Marin Čilić           | 4.155                | 90                 | 90                | 4.155           | Eliminato al 3T da Diego Schwartzman [29]     |
| 6              | 8    | Dominic Thiem         | 4.030                | 180                | 180               | 4.030           | Eliminato al 4T da Juan Martín del Potro [24] |
| 7              | 9    | Grigor Dimitrov       | 3.710                | 180                | 45                | 3.575           | Eliminato al 2T da Andrej Rublëv              |
| 8              | 12   | Jo-Wilfried Tsonga    | 2.690                | 360                | 45                | 2.375           | Eliminato al 2T da Denis Shapovalov [Q]       |
| 9              | 14   | David Goffin          | 2.525                | 10                 | 180               | 2.695           | Eliminato al 4T da Andrej Rublëv              |
| 10             | 15   | John Isner            | 2.425                | 90                 | 90                | 2.425           | Eliminato al 3T da Miša Zverev [23]           |
| 11             | 13   | Roberto Bautista Agut | 2.525                | 90                 | 90                | 2.525           | Eliminato al 3T da Juan Martín del Potro [24] |
| 12             | 19   | Pablo Carreño Busta   | 2.225                | 90                 | 720               | 2.855           | Eliminato in SF da Kevin Anderson [28]        |
| 13             | 16   | Jack Sock             | 2.345                | 180                | 10                | 2.175           | Eliminato al 1T da Jordan Thompson            |
| 14             | 17   | Nick Kyrgios          | 2.325                | 90                 | 10                | 2.245           | Eliminato al 1T da John Millman [PR]          |
| 15             | 18   | Tomáš Berdych         | 2.310                | 0                  | 45                | 2.355           | Eliminato al 2T da Aleksandr Dolhopolov       |
| 16             | 20   | Lucas Pouille         | 2.210                | 360                | 180               | 2.030           | Eliminato al 4T da Diego Schwartzman [29]     |
| 17             | 21   | Sam Querrey           | 2.095                | 10                 | 360               | 2.445           | Eliminato ai QF da Kevin Anderson [28]        |
| 18             | 22   | Gaël Monfils          | 1.915                | 720                | 90                | 1.285           | Eliminato al 3T da David Goffin [9]           |
| 19             | 23   | Gilles Müller         | 1.885                | 10                 | 45                | 1.920           | Eliminato al 2T da Paolo Lorenzi              |
| 20             | 24   | Albert Ramos Viñolas  | 1.815                | 45                 | 45                | 1.815           | Eliminato al 2T da Nicolas Mahut [Q]          |
| 21             | 25   | David Ferrer          | 1.695                | 90                 | 10                | 1.615           | Eliminato al 1T da Michail Kukuškin [Q]       |
| 22             | 26   | Fabio Fognini         | 1.580                | 45                 | 10                | 1.545           | Eliminato al 1T da Stefano Travaglia [Q]      |
| 23             | 27   | Miša Zverev           | 1.484                | 70                 | 180               | 1.594           | Eliminato al 4T da Sam Querrey [17]           |
| 24             | 28   | Juan Martín del Potro | 1.460                | 360                | 720               | 1.820           | Eliminato in SF da Rafael Nadal [1]           |
| 25             | 29   | Karen Chačanov        | 1.390                | 70                 | 10                | 1.330           | Eliminato al 1T da Lu Yen-hsun                |
| 26             | 30   | Richard Gasquet       | 1.390                | 10                 | 10                | 1.390           | Eliminato al 1T da Leonardo Mayer [LL]        |
| 27             | 31   | Pablo Cuevas          | 1.360                | 45                 | 10                | 1.325           | Eliminato al 1T da Damir Džumhur              |
| 28             | 32   | Kevin Anderson        | 1.360                | 90                 | 1.200             | 2.470           | Sconfitta in finale contro Rafael Nadal [1]   |
| 29             | 33   | Diego Schwartzman     | 1.280                | 10+90              | 360+45            | 1.585           | Eliminato ai QF da Pablo Carreño Busta [12]   |
| 30             | 34   | Adrian Mannarino      | 1.255                | 10                 | 90                | 1.335           | Eliminato al 3T da Dominic Thiem [6]          |
| 31             | 35   | Feliciano López       | 1.250                | 45                 | 90                | 1.295           | Eliminato al 3T da Roger Federer [3]          |
| 32             | 36   | Robin Haase           | 1.168                | 10+48              | 10+45             | 1.165           | Eliminato al 1T da Kyle Edmund                |
| 33             | 37   | Philipp Kohlschreiber | 1.135                | 10                 | 180               | 1.215           | Eliminato al 4T da Roger Federer [3]          |
| N/A            | 53   | Andrej Rublëv         | 890                  | 0+17               | 360+0             | 1.233           | Eliminato ai QF da Rafael Nadal [1]           |

#### Teste di serie ritirate
| Rank | Giocatore     | Punteggio precedente | Punti da difendere | Punti conquistati | Motivo ritiro           |
| ---- | ------------- | -------------------- | ------------------ | ----------------- | ----------------------- |
| 2    | Andy Murray   | 7.150                | 360                | 6.790             | Infortunio all'anca     |
| 4    | Stan Wawrinka | 5.690                | 2.000              | 3.690             | Infortunio al ginocchio |
| 5    | Novak Đoković | 5.325                | 1.200              | 4.125             | Infortunio al gomito    |
| 10   | Kei Nishikori | 3.195                | 720                | 2.475             | Infortunio al polso     |
| 11   | Milos Raonic  | 2.870                | 45                 | 2.825             | Infortunio al polso     |

### Singolare femminile
Le teste di serie femminile sono state assegnate seguendo la classifica WTA al 21 agosto 2017.
Nella tabella sottostante ranking e punteggio precedente al 28 agosto 2017.
| Testa di serie | Rank | Giocatore                | Punteggio precedente | Punti da difendere | Punti conquistati | Nuovo punteggio | Situazione                                  |
| -------------- | ---- | ------------------------ | -------------------- | ------------------ | ----------------- | --------------- | ------------------------------------------- |
| 1              | 1    | Karolína Plíšková        | 6.390                | 1.300              | 430               | 5.520           | Eliminata ai QF da Coco Vandeweghe [20]     |
| 2              | 2    | Simona Halep             | 6.385                | 430                | 10                | 5.965           | Eliminata al 1T da Marija Šarapova [WC]     |
| 3              | 3    | Garbiñe Muguruza         | 5.860                | 70                 | 240               | 6.030           | Eliminata al 4T da Petra Kvitová [13]       |
| 4              | 4    | Elina Svitolina          | 5.530                | 130                | 240               | 5.640           | Eliminata al 4T da Madison Keys [15]        |
| 5              | 5    | Caroline Wozniacki       | 5.350                | 780                | 70                | 4.640           | Eliminata al 2T da Ekaterina Makarova       |
| 6              | 6    | Angelique Kerber         | 5.146                | 2.000              | 10                | 3.156           | Eliminata al 1T da Naomi Ōsaka              |
| 7              | 7    | Johanna Konta            | 4.750                | 240                | 10                | 4.520           | Eliminata al 1T da Aleksandra Krunić        |
| 8              | 8    | Svetlana Kuznecova       | 4.410                | 70                 | 70                | 4.410           | Eliminata al 2T da Kurumi Nara              |
| 9              | 9    | Venus Williams           | 4.216                | 240                | 780               | 4.756           | Eliminata in SF da Sloane Stephens [PR]     |
| 10             | 11   | Agnieszka Radwańska      | 3.570                | 240                | 130               | 3.460           | Eliminata al 3T da Coco Vandeweghe [20]     |
| 11             | 10   | Dominika Cibulková       | 3.830                | 130                | 70                | 3.770           | Eliminata al 2T da Sloane Stephens [PR]     |
| 12             | 12   | Jeļena Ostapenko         | 3.382                | 10                 | 130               | 3.502           | Eliminata al 3T da Daria Kasatkina          |
| 13             | 14   | Petra Kvitová            | 3.120                | 240                | 430               | 3.310           | Eliminata ai QF da Venus Williams [9]       |
| 14             | 13   | Kristina Mladenovic      | 3.155                | 70                 | 10                | 3.095           | Eliminata al 1T da Monica Niculescu         |
| 15             | 16   | Madison Keys             | 2.343                | 240                | 1.300             | 3.403           | Sconfitta in Finale da Sloane Stephens [PR] |
| 16             | 17   | Anastasija Sevastova     | 2.295                | 430                | 430               | 2.295           | Eliminata ai QF da Sloane Stephens [PR]     |
| 17             | 18   | Elena Vesnina            | 2.140                | 130                | 130               | 2.140           | Eliminata al 3T da Madison Keys [15]        |
| 18             | 19   | Caroline Garcia          | 2.135                | 130                | 130               | 2.135           | Eliminata al 3T da Petra Kvitová [13]       |
| 19             | 21   | Anastasija Pavljučenkova | 2.065                | 130                | 10                | 1.945           | Eliminata al 1T da Christina McHale         |
| 20             | 22   | Coco Vandeweghe          | 1.994                | 10                 | 780               | 2.764           | Eliminata in SF da Madison Keys [15]        |
| 21             | 23   | Ana Konjuh               | 1.805                | 430                | 10                | 1.385           | Eliminata al 1T da Ashleigh Barty           |
| 22             | 24   | Peng Shuai               | 1.800                | 10                 | 70                | 1.860           | Eliminata al 2T da Donna Vekić              |
| 23             | 25   | Barbora Strýcová         | 1.725                | 10                 | 70                | 1.785           | Eliminata al 2T da Jennifer Brady           |
| 24             | 27   | Kiki Bertens             | 1.670                | 10                 | 10                | 1.670           | Eliminata al 1T da Maria Sakkarī            |
| 25             | 20   | Dar'ja Gavrilova         | 2.075                | 10                 | 70                | 2.135           | Eliminata al 2T da Shelby Rogers            |
| 26             | 29   | Anett Kontaveit          | 1.630                | 10                 | 10                | 1.630           | Eliminata al 1T da Lucie Šafářová           |
| 27             | 26   | Zhang Shuai              | 1.685                | 130                | 130               | 1.685           | Eliminata al 3T da Karolína Plíšková [1]    |
| 28             | 30   | Lesja Curenko            | 1.625                | 240                | 10                | 1.395           | Eliminata al 1T da Yanina Wickmayer         |
| 29             | 31   | Mirjana Lučić-Baroni     | 1.615                | 70                 | 70                | 1.615           | Eliminata al 2T da Carla Suárez Navarro     |
| 30             | 33   | Julia Görges             | 1.570                | 70                 | 240               | 1.740           | Eliminata al 4T da Sloane Stephens [PR]     |
| 31             | 32   | Magdaléna Rybáriková     | 1.577                | 0                  | 130               | 1.707           | Eliminata al 3T da Garbiñe Muguruza [3]     |
| 32             | 34   | Lauren Davis             | 1.476                | 70                 | 10                | 1.416           | Eliminata al 1T da Sofia Kenin [WC]         |
| N/A            | 83   | Sloane Stephens          | 711                  | 0                  | 2.000             | 2.711           | Vittoria in Finale contro Madison Keys [15] |
| N/A            | 418  | Kaia Kanepi              | 83                   | 0                  | 430+(40)          | 553             | Eliminata ai QF da Madison Keys [15]        |

#### Teste di serie ritirate
| Rank | Giocatore        | Punteggio precedente | Punti da difendere | Punti conquistati | Motivo ritiro                     |
| ---- | ---------------- | -------------------- | ------------------ | ----------------- | --------------------------------- |
| 15   | Serena Williams  | 2.810                | 780                | 2.030             | Maternità                         |
| 28   | Timea Bacsinszky | 1.658                | 70                 | 1.588             | Infortunio alla coscia e al polso |

## Teste di serie nel doppio
| Legenda colori          |
| Vincitori               |
| Finalisti               |
| Semifinalisti           |
| Quarti di finale        |
| Eliminati al 1T, 2T, 3T |

### Doppio maschile
| Coppia                | Coppia               | Rank1 | Tds |
| --------------------- | -------------------- | ----- | --- |
| Henri Kontinen        | John Peers           | 3     | 1   |
| Łukasz Kubot          | Marcelo Melo         | 7     | 2   |
| Pierre-Hugues Herbert | Nicolas Mahut        | 13    | 3   |
| Jamie Murray          | Bruno Soares         | 13    | 4   |
| Bob Bryan             | Mike Bryan           | 18    | 5   |
| Ivan Dodig            | Marcel Granollers    | 25    | 6   |
| Raven Klaasen         | Rajeev Ram           | 28    | 7   |
| Ryan Harrison         | Michael Venus        | 32    | 8   |
| Oliver Marach         | Mate Pavić           | 35    | 9   |
| Rohan Bopanna         | Pablo Cuevas         | 42    | 10  |
| Feliciano López       | Marc López           | 45    | 11  |
| Jean-Julien Rojer     | Horia Tecău          | 57    | 12  |
| Brian Baker           | Nikola Mektić        | 67    | 13  |
| Julio Peralta         | Horacio Zeballos     | 77    | 14  |
| Santiago González     | Donald Young         | 78    | 15  |
| Samuel Groth          | Aisam-ul-Haq Qureshi | 80    | 16  |

- 1 Ranking al 21 agosto 2017.

### Doppio femminile
| Coppia              | Coppia                      | Rank1 | Tds |
| ------------------- | --------------------------- | ----- | --- |
| Ekaterina Makarova  | Elena Vesnina               | 6     | 1   |
| Latisha Chan        | Martina Hingis              | 11    | 2   |
| Lucie Šafářová      | Barbora Strýcová            | 12    | 3   |
| Sania Mirza         | Peng Shuai                  | 18    | 4   |
| Tímea Babos         | Andrea Hlaváčková           | 26    | 5   |
| Ashleigh Barty      | Casey Dellacqua             | 29    | 6   |
| Lucie Hradecká      | Kateřina Siniaková          | 31    | 7   |
| Anna-Lena Grönefeld | Květa Peschke               | 40    | 8   |
| Gabriela Dabrowski  | Xu Yifan                    | 48    | 9   |
| Abigail Spears      | Katarina Srebotnik          | 49    | 10  |
| Kiki Bertens        | Johanna Larsson             | 55    | 11  |
| Hsieh Su-wei        | Monica Niculescu            | 58    | 12  |
| Kristina Mladenovic | Anastasija Pavljučenkova    | 63    | 13  |
| Andreja Klepač      | María José Martínez Sánchez | 64    | 14  |
| Makoto Ninomiya     | Renata Voráčová             | 71    | 15  |
| Nao Hibino          | Alicja Rosolska             | 77    | 16  |

- 1 Ranking al 21 agosto 2017.

### Doppio misto
| Team               | Team                   | Rank1 | Tds |
| ------------------ | ---------------------- | ----- | --- |
| Martina Hingis     | Jamie Murray           | 11    | 1   |
| Sania Mirza        | Ivan Dodig             | 19    | 2   |
| Chan Hao-ching     | Michael Venus          | 24    | 3   |
| Tímea Babos        | Bruno Soares           | 26    | 4   |
| Casey Dellacqua    | Rajeev Ram             | 27    | 5   |
| Andrea Hlaváčková  | Édouard Roger-Vasselin | 38    | 6   |
| Gabriela Dabrowski | Rohan Bopanna          | 39    | 7   |
| Lucie Hradecká     | Marcin Matkowski       | 45    | 8   |

- 1 Ranking al 21 agosto 2017.

## Wildcard
Ai seguenti giocatori è stata assegnata una wild card per accedere al tabellone principale.

### Singolare maschile
- Geoffrey Blancaneaux
- Alex de Minaur
- Christopher Eubanks
- Bjorn Fratangelo
- Taylor Fritz
- Thai-Son Kwiatkowski
- Patrick Kypson
- Tommy Paul

### Singolare femminile
- Kayla Day
- Amandine Hesse
- Sofia Kenin
- Ashley Kratzer
- Brienne Minor
- Arina Rodionova
- Marija Šarapova
- Taylor Townsend

### Doppio maschile
- William Blumberg /  Spencer Papa
- Christopher Eubanks /  Christian Harrison
- Taylor Fritz /  Reilly Opelka
- Steve Johnson /  Tommy Paul
- Vasil Kirkov /  Danny Thomas
- Bradley Klahn /  Scott Lipsky
- Austin Krajicek /  Jackson Withrow

### Doppio femminile
- Kristie Ahn /  Irina Falconi
- Amanda Anisimova /  Emina Bektas
- Julia Boserup /  Nicole Gibbs
- Jacqueline Cako /  Sachia Vickery
- Kayla Day /  Caroline Dolehide
- Francesca Di Lorenzo /  Allie Kiick
- Taylor Johnson /  Claire Liu

### Doppio misto
- Kristie Ahn /  Tennys Sandgren
- Amanda Anisimova /  Christian Harrison
- Jennifer Brady /  Bjorn Fratangelo
- Louisa Chirico /  Bradley Klahn
- Liezel Huber /  Danny Thomas
- Sofia Kenin /  Michael Mmoh
- Jamie Loeb /  Mitchell Krueger
- Nicole Melichar /  Jackson Withrow

## Qualificazioni

### Singolare maschile
1. Maximilian Marterer
2. Denis Shapovalov
3. Radu Albot
4. Václav Šafránek
5. JC Aragone
6. Michail Kukuškin
7. Cameron Norrie
8. Stefano Travaglia
9. Cedrik-Marcel Stebe
10. Adrián Menéndez Maceiras
11. Vincent Millot
12. John-Patrick Smith
13. Evan King
14. Nicolas Mahut
15. Darian King
16. Tim Smyczek

#### Lucky Loser
1. Leonardo Mayer
2. Lukáš Lacko

### Singolare femminile
1. Kaia Kanepi
2. Anna Zaja
3. İpek Soylu
4. Mihaela Buzărnescu
5. Rebecca Peterson
6. Sachia Vickery
7. Danielle Lao
8. Claire Liu
9. Sof'ja Žuk
10. Kateryna Kozlova
11. Anna Blinkova
12. Viktória Kužmová
13. Allie Kiick
14. Nicole Gibbs
15. Tereza Martincová
16. Lesley Kerkhove

## Ritiri
I seguenti giocatori sono stati ammessi di diritto nel tabellone principale, ma si sono ritirati a causa di infortuni o altri motivi.
Prima del torneo
Singolare maschile
- Federico Delbonis → sostituito da  Alessandro Giannessi
- Novak Đoković → sostituito da  Henri Laaksonen
- Daniel Evans → sostituito da  Ernests Gulbis
- Andy Murray → sostituito da  Lukáš Lacko
- Kei Nishikori → sostituito da  Thiago Monteiro
- Yoshihito Nishioka → sostituito da  Tennys Sandgren
- Milos Raonic → sostituito da  Leonardo Mayer
- Stan Wawrinka → sostituito da  Florian Mayer

Singolare femminile
- Viktoryja Azaranka → sostituita da  Misa Eguchi
- Timea Bacsinszky → sostituita da  Pauline Parmentier
- Sara Errani → sostituita da  Denisa Allertová
- Anna-Lena Friedsam → sostituita da  Ana Bogdan
- Kristína Kučová → sostituita da  Viktorija Golubic
- Bethanie Mattek-Sands → sostituita da  Ons Jabeur
- Mandy Minella → sostituita da  Julia Boserup
- Yaroslava Shvedova → sostituita da  Alison Van Uytvanck
- Laura Siegemund → sostituita da  Aljaksandra Sasnovič
- Samantha Stosur → sostituita da  Annika Beck
- Serena Williams → sostituita da  Richèl Hogenkamp

Durante il torneo
Singolare maschile
- Kyle Edmund (3º turno)
- Santiago Giraldo (2º turno)
- Andreas Haider-Maurer (1º turno)
- Gaël Monfils (3º turno)
- Vasek Pospisil (1º turno)
- Dmitrij Tursunov (1º turno)

## Tennisti partecipanti ai singolari

### Singolare maschile
- Singolare maschile

| Campione                   | Campione                     | Finalista                  | Finalista                |
| -------------------------- | ---------------------------- | -------------------------- | ------------------------ |
| Rafael Nadal [1]           | Rafael Nadal [1]             | Kevin Anderson [28]        | Kevin Anderson [28]      |
| Semifinalisti              |                              |                            |                          |
| Juan Martín del Potro [24] | Juan Martín del Potro [24]   | Pablo Carreño Busta [12]   | Pablo Carreño Busta [12] |
| Eliminati ai quarti        |                              |                            |                          |
| Andrej Rublëv              | Roger Federer [3]            | Sam Querrey [17]           | Diego Schwartzman [29]   |
| Eliminati agli ottavi      |                              |                            |                          |
| Aleksandr Dolhopolov       | David Goffin [9]             | Philipp Kohlschreiber [33] | Dominic Thiem [6]        |
| Miša Zverev [23]           | Paolo Lorenzi                | Denis Shapovalov (Q)       | Lucas Pouille [16]       |
| Eliminati al 3º turno      |                              |                            |                          |
| Leonardo Mayer (LL)        | Viktor Troicki               | Gaël Monfils [18]          | Damir Džumhur            |
| Feliciano López [31]       | John Millman (PR)            | Roberto Bautista Agut [11] | Adrian Mannarino [30]    |
| Radu Albot (Q)             | John Isner [10]              | Thomas Fabbiano            | Borna Ćorić              |
| Kyle Edmund                | Nicolas Mahut (Q)            | Michail Kukuškin (Q)       | Marin Čilić [5]          |
| Eliminati al 2º turno      |                              |                            |                          |
| Tarō Daniel                | Yūichi Sugita                | Stefano Travaglia (Q)      | Tomáš Berdych [15]       |
| Guido Pella                | Donald Young                 | Cedrik-Marcel Stebe (Q)    | Grigor Dimitrov [7]      |
| Michail Južnyj             | Fernando Verdasco            | Santiago Giraldo           | Malek Jaziri             |
| Dustin Brown               | Adrián Menéndez Maceiras (Q) | Bjorn Fratangelo (WC)      | Taylor Fritz (WC)        |
| Dudi Sela                  | Lu Yen-hsun                  | Benoît Paire               | Chung Hyeon              |
| Jordan Thompson            | Gilles Müller [19]           | Ernests Gulbis (PR)        | Alexander Zverev [4]     |
| Jo-Wilfried Tsonga [8]     | Steve Johnson                | Albert Ramos Viñolas [20]  | Cameron Norrie (Q)       |
| Jared Donaldson            | Evgenij Donskoj              | Janko Tipsarević           | Florian Mayer            |
| Eliminati al 1º turno      |                              |                            |                          |
| Dušan Lajović              | Tommy Paul (WC)              | Geoffrey Blancaneaux (WC)  | Richard Gasquet [26]     |
| Fabio Fognini [22]         | Norbert Gombos               | Jan-Lennard Struff         | Ryan Harrison            |
| Julien Benneteau           | Steve Darcis                 | Maximilian Marterer (Q)    | Jérémy Chardy            |
| Pablo Cuevas [27]          | Nicolás Kicker               | Aljaž Bedene               | Václav Šafránek (Q)      |
| Frances Tiafoe             | Blaž Kavčič                  | Vasek Pospisil             | Andrej Kuznecov          |
| Tim Smyczek (Q)            | Vincent Millot (Q)           | Thiago Monteiro            | Nick Kyrgios [14]        |
| Andreas Seppi              | Thomaz Bellucci              | Patrick Kypson (WC)        | Henri Laaksonen          |
| Ričardas Berankis (PR)     | Ivo Karlović                 | Marcos Baghdatis           | Alex de Minaur (WC)      |
| Gilles Simon               | Christopher Eubanks (WC)     | Ernesto Escobedo           | Karen Chačanov [25]      |
| Thai-Son Kwiatkowski (WC)  | Lukáš Lacko (LL)             | Horacio Zeballos           | Pierre-Hugues Herbert    |
| Jack Sock [13]             | John-Patrick Smith (Q)       | João Sousa                 | Bernard Tomić            |
| JC Aragone (Q)             | Alessandro Giannessi         | Jiří Veselý                | Darian King (Q)          |
| Marius Copil               | Daniil Medvedev              | Nicolás Almagro            | Robin Haase [32]         |
| Denis Istomin              | Márton Fucsovics             | Dmitrij Tursunov (PR)      | Evan King (Q)            |
| Ruben Bemelmans            | Nikoloz Basilašvili          | Andreas Haider-Maurer (PR) | David Ferrer [21]        |
| Carlos Berlocq             | Thanasi Kokkinakis (PR)      | Rogério Dutra da Silva     | Tennys Sandgren          |

### Singolare femminile
- Singolare femminile

| Campionessa            | Campionessa               | Finalista                | Finalista                     |
| ---------------------- | ------------------------- | ------------------------ | ----------------------------- |
| Sloane Stephens [PR]   | Sloane Stephens [PR]      | Madison Keys [15]        | Madison Keys [15]             |
| Semifinaliste          |                           |                          |                               |
| Coco Vandeweghe [20]   | Coco Vandeweghe [20]      | Venus Williams [9]       | Venus Williams [9]            |
| Eliminate ai quarti    |                           |                          |                               |
| Karolína Plíšková [1]  | Kaia Kanepi (Q)           | Petra Kvitová [13]       | Anastasija Sevastova [16]     |
| Eliminate agli ottavi  |                           |                          |                               |
| Jennifer Brady         | Lucie Šafářová            | Elina Svitolina [4]      | Dar'ja Kasatkina              |
| Carla Suárez Navarro   | Garbiñe Muguruza [3]      | Julia Görges [30]        | Marija Šarapova (WC)          |
| Eliminate al 3º turno  |                           |                          |                               |
| Zhang Shuai [27]       | Monica Niculescu          | Agnieszka Radwańska [10] | Kurumi Nara                   |
| Shelby Rogers          | Elena Vesnina [17]        | Jeļena Ostapenko [12]    | Naomi Ōsaka                   |
| Ekaterina Makarova     | Maria Sakkarī             | Caroline Garcia [18]     | Magdaléna Rybáriková [31]     |
| Aleksandra Krunić      | Ashleigh Barty            | Donna Vekić              | Sofia Kenin (WC)              |
| Eliminate al 2º turno  |                           |                          |                               |
| Nicole Gibbs (Q)       | Risa Ozaki                | Barbora Strýcová [23]    | Ana Bogdan                    |
| Julija Putinceva       | Ons Jabeur                | Nao Hibino               | Svetlana Kuznecova [8]        |
| Evgenija Rodina        | Dar'ja Gavrilova [25]     | Kirsten Flipkens         | Tatjana Maria                 |
| Sorana Cîrstea         | Christina McHale          | Yanina Wickmayer         | Denisa Allertová              |
| Caroline Wozniacki [5] | Mirjana Lučić-Baroni [29] | Arina Rodionova (WC)     | Océane Dodin                  |
| Alizé Cornet           | Ekaterina Aleksandrova    | Kristýna Plíšková        | Duan Yingying                 |
| Ajla Tomljanović (PR)  | Zheng Saisai              | Aljaksandra Sasnovič     | Dominika Cibulková [11]       |
| Kateryna Kozlova (Q)   | Peng Shuai [22]           | Sachia Vickery (Q)       | Tímea Babos                   |
| Eliminate al 1º turno  |                           |                          |                               |
| Magda Linette          | Verónica Cepede Royg      | Danielle Lao (Q)         | Sabine Lisicki (PR)           |
| Misaki Doi             | Andrea Petković           | Taylor Townsend (WC)     | Kristina Mladenovic [14]      |
| Petra Martić           | Sof'ja Žuk (Q)            | Brienne Minor (WC)       | Alison Riske                  |
| Anett Kontaveit [26]   | Catherine Bellis          | Sara Sorribes Tormo      | Markéta Vondroušová           |
| Kateřina Siniaková     | Eugenie Bouchard          | Kayla Day (WC)           | Allie Kiick (Q)               |
| Anna Blinkova (Q)      | Madison Brengle           | Ashley Kratzer (WC)      | Elise Mertens                 |
| Lara Arruabarrena      | Lesley Kerkhove (Q)       | Wang Qiang               | Anastasija Pavljučenkova [19] |
| Lesja Curenko [28]     | Francesca Schiavone       | Rebecca Peterson (Q)     | Angelique Kerber [6]          |
| Mihaela Buzărnescu (Q) | Mona Barthel              | İpek Soylu (Q)           | Mónica Puig                   |
| Kiki Bertens [24]      | Richèl Hogenkamp          | Pauline Parmentier       | Viktória Kužmová (Q)          |
| Jelena Janković        | Heather Watson            | Anna Zaja (Q)            | Tereza Martincová (Q)         |
| Camila Giorgi          | Misa Eguchi (PR)          | Claire Liu (Q)           | Varvara Lepchenko             |
| Johanna Konta [7]      | Johanna Larsson           | Alison Van Uytvanck      | Annika Beck                   |
| Ana Konjuh [21]        | Julia Boserup             | Roberta Vinci            | Jana Čepelová                 |
| Carina Witthöft        | Irina-Camelia Begu        | Beatriz Haddad Maia      | Amandine Hesse (WC)           |
| Lauren Davis [32]      | Natal'ja Vichljanceva     | Viktorija Golubic        | Simona Halep [2]              |

## Campioni

### Seniors

#### Singolare maschile
Rafael Nadal ha sconfitto in finale  Kevin Anderson con il punteggio di 6–3, 6–3, 6–4.

#### Singolare femminile
Sloane Stephens ha sconfitto in finale  Madison Keys con il punteggio di 6–3, 6–0.

#### Doppio maschile
Jean-Julien Rojer /  Horia Tecău hanno sconfitto in finale  Feliciano López /  Marc López con il punteggio di 6–4, 6–3.

#### Doppio femminile
Latisha Chan /  Martina Hingis hanno sconfitto in finale  Lucie Hradecká /  Kateřina Siniaková per 6–3, 6–2.

#### Doppio misto
Martina Hingis /  Jamie Murray hanno sconfitto in finale  Chan Hao-ching /  Michael Venus con il punteggio di 6–1, 4–6, [10–8].

### Junior

#### Singolare ragazzi
Wu Yibing ha sconfitto in finale  Axel Geller con il punteggio di 6–4, 6–4.

#### Singolare ragazze
Amanda Anisimova ha sconfitto in finale  Cori Gauff con il punteggio di 6–0, 6–2.

#### Doppio ragazzi
Hsu Yu-hsiou /  Wu Yibing hanno sconfitto in finale  Toru Horie /  Yuta Shimizu con il punteggio di 6–4, 5–7, [11–9].

#### Doppio ragazze
Olga Danilović /  Marta Kostjuk hanno sconfitto in finale  Lea Bošković /  Wang Xiyu con il punteggio di 6–1, 7–5.

### Tennisti in carrozzina

#### Singolare maschile in carrozzina
Stéphane Houdet ha sconfitto in finale  Alfie Hewett con il punteggio di 6–2, 4–6, 6–3.

#### Singolare femminile in carrozzina
Yui Kamiji ha sconfitto in finale  Diede de Groot con il punteggio di 7–5, 6–2.

#### Quad singolare
David Wagner ha sconfitto in finale  Andrew Lapthorne con il punteggio di 7–5, 3–6, 6–4.

#### Doppio maschile in carrozzina
Alfie Hewett /  Gordon Reid hanno sconfitto in finale  Stéphane Houdet /  Nicolas Peifer con il punteggio di 7–5, 6–4.

#### Doppio femminile in carrozzina
Marjolein Buis /  Diede de Groot hanno sconfitto in finale  Dana Mathewson /  Aniek van Koot con il punteggio di 6–4, 6–3.

#### Quad doppio
Andrew Lapthorne /  David Wagner hanno sconfitto in finale  Dylan Alcott /  Bryan Barten con il punteggio di 7–5, 6–2.

### Altri eventi

#### Doppio leggende maschile
John McEnroe /  Patrick McEnroe hanno sconfitto in finale  Pat Cash /  Henri Leconte con il punteggio di 6–2, 6–4.

#### Doppio leggende femminile
Kim Clijsters /  Martina Navrátilová hanno sconfitto in finale  Lindsay Davenport /  Mary Joe Fernández con il punteggio di 4–6, 6–2, [10–4].

## Punti e montepremi
Il montepremi complessivo per il 2017 è di 50.400.000$.
| Torneo              | Torneo              | V         | F         | SF      | QF      | 4T      | 3T      | 2T     | 1T     | Q  | Q3     | Q2     | Q1    |
| Singolare maschile  | Punti               | 2000      | 1200      | 720     | 360     | 180     | 90      | 45     | 10     | 25 | 16     | 8      | 0     |
| Singolare maschile  | Premi in denaro ($) | 3.700.000 | 1.825.000 | 920.000 | 470.000 | 253.625 | 144.000 | 86.000 | 50.000 | –  | 16.350 | 10.900 | 5.606 |
| Doppio maschile     | Punti               | 2000      | 1200      | 720     | 360     | 180     | 90      | 0      | –      | –  | –      | –      | –     |
| Doppio maschile     | Premi in denaro ($) | 675.000   | 340.000   | 160.000 | 82.000  | 44.000  | 26.500  | 16.500 | –      | –  | –      | –      | –     |
| Singolare femminile | Punti               | 2000      | 1300      | 780     | 430     | 240     | 130     | 70     | 10     | 40 | 30     | 20     | 2     |
| Singolare femminile | Premi in denaro ($) | 3.700.000 | 1.825.000 | 920.000 | 470.000 | 253.625 | 144.000 | 86.000 | 50.000 | –  | 16.350 | 10.900 | 5.606 |
| Doppio femminile    | Punti               | 2000      | 1300      | 780     | 430     | 240     | 10      | –      | –      | –  | –      | –      |       |
| Doppio femminile    | Premi in denaro ($) | 675.000   | 340.000   | 160.000 | 82.000  | 44.000  | 26.500  | 16.500 | –      | –  | –      | –      | –     |
| Doppio misto        | Punti               | –         | –         | –       | –       | –       | –       | –      | –      | –  | –      | –      | –     |
| Doppio misto        | Premi in denaro ($) | 150.000   | 70.000    | 30.000  | 15.000  | 10.000  | 5.000   | –      | –      | –  | –      | –      | –     |